# Новошимкусское сельское поселение
Новошимкусское се́льское поселе́ние — муниципальное образование в Яльчикском районе Чувашии Российской Федерации.
Административный центр — село Новые Шимкусы.

## История
Статус и границы сельского поселения установлены Законом Чувашской Республики от 24 ноября 2004 года № 37 «Об установлении границ муниципальных образований Чувашской Республики и наделении их статусом городского, сельского поселения, муниципального района и городского округа»

## Население
| 2010  | 2012  | 2013  | 2014  | 2015  | 2016  | 2017  |
| ----- | ----- | ----- | ----- | ----- | ----- | ----- |
| 2097  | ↘2033 | ↘1975 | ↘1890 | ↘1860 | ↘1785 | ↘1720 |
| 2018  | 2019  | 2020  | 2021  |       |       |       |
| ↘1666 | ↘1620 | ↘1582 | ↘1536 |       |       |       |

## Состав сельского поселения
| № | Населённый пункт  | Тип населённого пункта       | Население |
| - | ----------------- | ---------------------------- | --------- |
| 1 | Белое Озеро       | деревня                      | ↗217      |
| 2 | Карабаево         | деревня                      | ↘116      |
| 3 | Новое Байбатырево | село                         | ↗553      |
| 4 | Новое Ищеряково   | деревня                      | ↗165      |
| 5 | Новое Чурино      | деревня                      | ↗293      |
| 6 | Новые Шимкусы     | село, административный центр | ↗822      |
| 7 | Полевые Буртасы   | деревня                      | ↗201      |